# Alice Palazzi
Alice Palazzi (Cesena, 22 dicembre 1979) è un'attrice italiana.

## Biografia
Dopo aver recitato dal 1998 in numerosi spettacoli teatrali, nel 2006 esordisce sul piccolo schermo recitando nel primo espisodio della serie L'ispettore Coliandro - Il giorno del lupo, regia dei Manetti Bros.. Successivamente recita anche per il cinema nel film Notturno bus del 2007 con la regia di Davide Marengo. Nel 2009 vince il premio Best Acting in Female Role al 48 Hour Film Project per il cortometraggio Film de Femme.
Nel 2010 entra a far parte del cast (tra i protagonisti) della seconda stagione di Squadra antimafia - Palermo oggi, uscendo di scena a metà della terza stagione.
Ha fondato la compagnia teatrale lacasadargilla con cui collabora in qualità di attrice e organizzatrice dal 2010.

## Filmografia

### Cinema
- Notturno bus, regia di Davide Marengo (2007)
- Film de Femme, regia di Davide Sacchetti – cortometraggio (2009)
- Amalfi: megami no hōshū, regia di Hiroshi Nishitani (2009)
- Pandemia, regia di Lucio Fiorentino (2012)
- Breve storia di lunghi tradimenti, regia di Davide Marengo (2012)
- Letto numero 6, regia di Milena Cocozza (2019)
- 50 KM all'ora, regia di Fabio De Luigi (2024)

### Televisione
- L'ispettore Coliandro – serie TV, episodio 1x01 (2006)
- Distretto di Polizia  – serie TV, episodi 9x09-9x10 (2009)
- Squadra antimafia - Palermo oggi – serie TV, 14 episodi (2010-2011) - Ruolo: Fiamma Rigosi
- Don Matteo 11 – serie TV, episodio 11x15 (2018)
- Monterossi – serie TV, episodio 1x01 (2022)
- I delitti del Barlume - serie TV, stagione 10 (2023)

## Teatro
- Il combattimento, regia di Romeo Castellucci (1998)
- La casa d'argilla, regia di Lisa Ferlazzo Natoli (2005)
- Edipo a Colono, regia di Mario Martone (2006)
- Il libro delle domande, regia di Lisa Ferlazzo Natoli (2007)
- Foto di gruppo in un interno, regia di Lisa Ferlazzo Natoli (2009)
- Losers, regia di Tony Clifton Circus (2013)
- Impression d'Afrique, regia di Michele di Stefano /MK (2013)
- Nollywood, regia di Fabrizio Arcuri (2013)
- IF/Invasioni (dal) futuro, un progetto di lacasadargilla (2014- in corso)
- Astronave 51, regia di Alice Palazzi e Caterina Carpio (2015)
- Lear di Edward Bond, regia di Lisa Ferlazzo Natoli (2016)
- L'amore del cuore di Caryl Churchill, regia di Lisa Ferlazzo Natoli (2021)
- Anatomia di un suicidio, regia di Lisa Ferlazzo Natoli e Alessandro Ferroni (2023)

## Riconoscimenti
2009- BEST ACTING IN FEMALE ROLE- 48h Film Festival di Roma